# Jules-Samuel Jequier
Jules-Samuel Jequier (Fleurier, 1835 - 1915) was een Zwitsers horlogemaker uit het kanton Neuchâtel. Hij was de oprichter van het horlogemerk Arcadia.

## Biografie
Jules-Samuel Jequier werd geboren in Fleurier (kanton Neuchâtel) in 1835. Hij was een leerling van horlogemaker Édouard Bovet, de oprichter van het horlogemerk Bovet Fleurier. Jequier ging bij hem in dienst en wist al snel op te klimmen in diens horloge-onderneming.
In 1858 richtte Jequier vervolgens zijn eigen horlogemerk Arcadia op. Hij werd een van de belangrijkste horlogemakers van de streek Val-de-Travers.
Jules-Samuel Jequier had 15 kinderen, van wie er vijf eerder stierven dan hijzelf.